# Lina Magull
Lina Marie Magull (* 15. August 1994 in Dortmund) ist eine deutsche Fußballspielerin. Sie ist seit Januar 2024 Vertragsspielerin von Inter Mailand.

## Karriere

### Vereine
Lina Magull spielte in ihrer Jugend zunächst von 1999 bis 2002 beim Hörder SC und wechselte 2002 zum Hombrucher SV, wo sie insgesamt sechs Jahre in einer reinen Jungen-Mannschaft spielte. 2008 wechselte sie im Zuge ihrer Berufung in das Mädcheninternat des FLVW in die C-Jugend des SuS Kaiserau (Jungen). Im Januar 2010 begann ihre Karriere im reinen Frauenfußball beim Zweitligisten FSV Gütersloh 2009, mit dem ihr 2012 der Aufstieg in die Bundesliga gelang. Zur Saison 2012/13 unterschrieb sie einen Vertrag beim Bundesligaverein VfL Wolfsburg, für den sie am 23. September 2012 beim 6:0-Sieg über den VfL Sindelfingen ihr Bundesligadebüt gab. Am 14. November 2012 erzielte sie beim 10:0-Erfolg über ihren ehemaligen Verein ihren ersten Bundesligatreffer. Mit den VfL-Frauen holte sie gleich in ihrem ersten Jahr das Triple aus Deutscher Meisterschaft, DFB-Pokalsieg und Champions-League-Sieg.
Im Sommer 2015 verlängerte Magull ihren Vertrag in Wolfsburg bis 2018, wurde aber für die Saison 2015/16 an den Ligakonkurrenten SC Freiburg ausgeliehen. Im Januar 2017 nahm sie der SC Freiburg fest unter Vertrag.

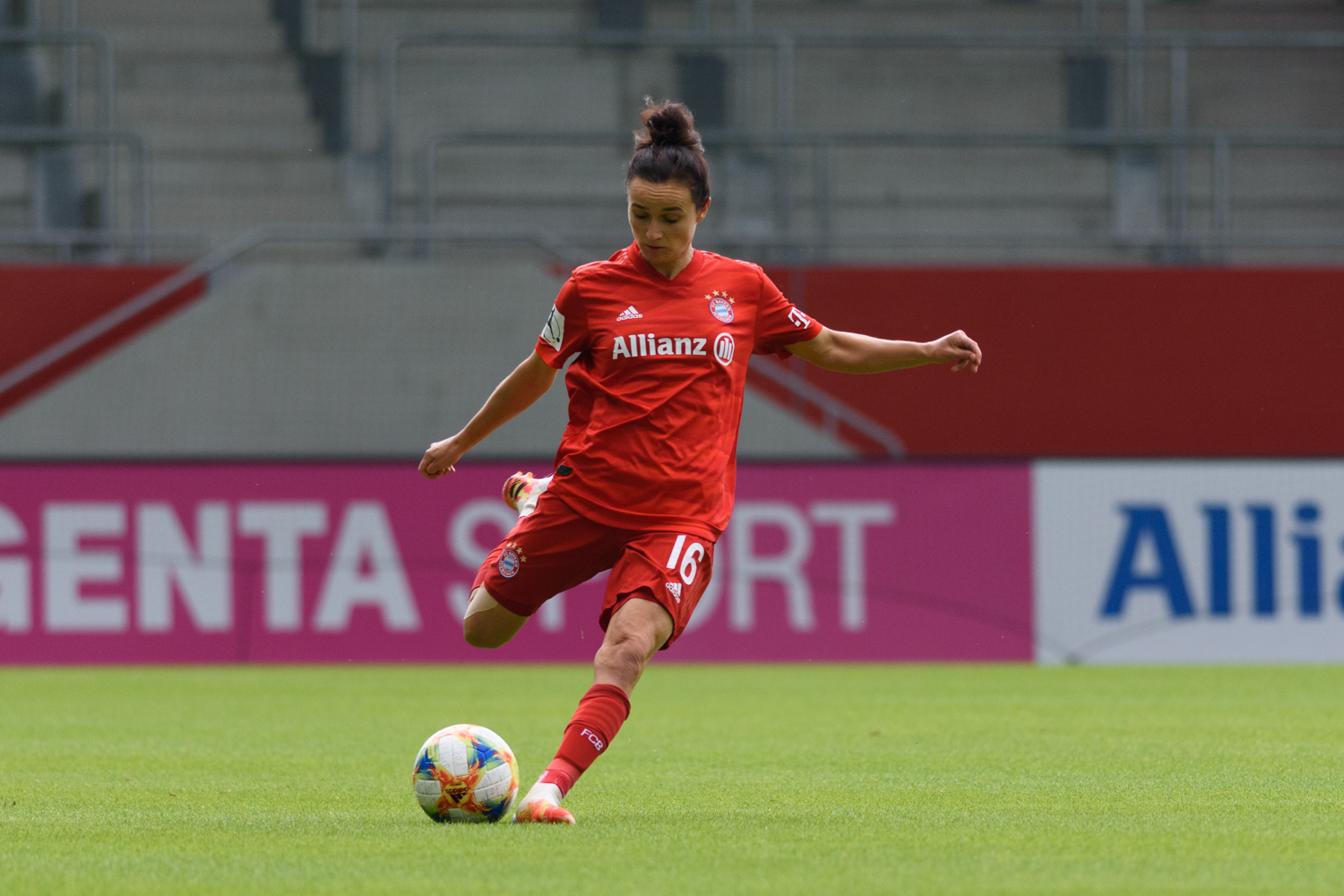
Lina Magull im Trikot des FC Bayern München (2020)

Zur Saison 2018/19 wechselte Magull zum FC Bayern München, für den sie am 16. September 2018 (1. Spieltag) beim 10:1-Sieg im Auswärtsspiel über Bayer 04 Leverkusen in der Bundesliga debütierte und das Tor zum 7:1 in der 72. Minute erzielte.
In der Winterpause der Saison 2023/24 löste sie ihren Vertrag bei Bayern München auf eigenen Wunsch vorzeitig auf und wechselte zu Inter Mailand. Beim italienischen Erstligisten unterzeichnete sie einen bis zum 30. Juni 2026 datierten Vertrag.

### Nationalmannschaft
Lina Magull durchlief seit 2008 die Juniorinnen-Auswahlen des Deutschen Fußball-Bundes. 2010 und 2011 nahm sie an der U-17-Europameisterschaft teil und belegte jeweils den dritten Platz. 2012 gehörte sie zum deutschen Kader für die U-20-Weltmeisterschaft in Japan. Im zweiten WM-Gruppenspiel erzielte sie das spielentscheidende Tor für Deutschland und sicherte ihrer Mannschaft somit den vorzeitigen Einzug ins Viertelfinale. Die Mannschaft erreichte im weiteren Turnierverlauf das Finale, das jedoch mit 0:1 gegen die USA verloren ging. 2013 qualifizierte sich Magull mit der U-19-Nationalmannschaft für die Europameisterschaft in Wales, bei der sie mit der Mannschaft das Halbfinale erreichte. Mit der U-20-Nationalmannschaft nahm sie auch an der vom 5. bis 24. August 2014 in Kanada ausgetragenen U-20-Weltmeisterschaft teil, bestritt alle sechs Turnierspiele und wurde mit dem 1:0-Sieg n. V. im Finale über die Auswahl Nigerias Weltmeisterin.
Am 22. Oktober 2015 gab sie beim EM-Qualifikationsspiel gegen Russland ihr Debüt in der A-Nationalmannschaft, als sie in der 68. Minute eingewechselt wurde. Bei der Europameisterschaft 2017 in den Niederlanden kam sie in allen vier Spielen der deutschen Auswahl zum Einsatz; sie schied mit dem Team im Viertelfinale gegen Dänemark aus.
Für die WM 2019 wurde sie von der neuen Bundestrainerin Martina Voss-Tecklenburg ins deutsche Team berufen. Sie erreichte mit der Nationalmannschaft das Viertelfinale.
Voss-Tecklenburg berief sie auch für die EM 2022 in England in den Kader. Magull kam bei fünf Spielen zum Einsatz, dabei schoss sie drei Tore. Das deutsche Team erreichte das EM-Finale, scheiterte aber an England und wurde Vize-Europameister.
Auch bei der WM 2023 gehörte Magull zum deutschen Kader. Sie kam bei zwei Spielen zum Einsatz, schied mit Deutschland jedoch bereits nach der Vorrunde aus.
Am 19. März 2025 gab sie das Ende ihrer Nationalmannschaftskarriere bekannt.

## Sonstiges
Lina Magull ist ausgebildete Bürokauffrau und hat in einer Werbeagentur gearbeitet. Sie hat ein Zertifikat als Ernährungsberaterin und studierte 2022 an einer Fernuniversität Sportmarketing und Sportjournalismus.
Am 17. März 2016 nahm sie als Kapitänin der Mannschaft der U-20-WM 2014 an der Gruppenauslosung für die U-20-Fußball-Weltmeisterschaft der Frauen 2016 teil.

## Erfolge
Nationalmannschaft
- Finalist Europameisterschaft 2022
- Algarve-Cup-Sieger 2020 (kampflos)
- U20-Weltmeister 2014
- Finalist U20-Weltmeisterschaft 2012

FC Bayern München
- Deutscher Meister 2021, 2023, 2024

VfL Wolfsburg
- Champions-League-Sieger: 2013, 2014
- Deutscher Meister 2013, 2014
- DFB-Pokal-Sieger 2013, 2015

FSV Gütersloh 2009
- Aufstieg in die Bundesliga 2012

## Auszeichnungen
- Preisträgerin der Fritz-Walter-Medaille 2012 in Silber